# 터보프롭

터보프롭의 작동을 보여주는 그림.

터보프롭(turboprop)은 항공기의 프로펠러를 돌려 추력을 얻는 가스 터빈 엔진의 한 종류이다. 같은 가스 터빈에 기반한 터보제트가 압축된 공기를 배기가스에 의한 추력으로 연결하는 데 최적화한 반면 터보프롭은 프로펠러를 구동하기 위한 축력(shaft power)을 얻는 데 최적화되어 있고 90% 이상의 추력이 터빈에 연동된 프로펠러에서 얻어진다.
터보젯 엔진은 연소된 공기의 팽창력으로 터빈을 통해 에너지를 일부 얻고 남는 에너지를 모두 배기구(노즐)을 통해 분사하여 추력을 얻게 된다. 반면 터보프롭은 배기가스에 의한 추력을 상당 부분 희생하고 터빈을 통해 에너지를 더 많이 얻는다. 이 에너지로 압축기도 돌리고 프로펠러도 구동하는 것이다. 터빈을 통해 에너지를 얻는 구조에서 터보프롭은 발전용 가스 터빈과 비슷하지만 발전용 가스 터빈은 터빈과 발전기가 한 샤프트에 연결되고 터보프롭의 경우 별도의 샤프트가 있어 프로펠러는 압축기와 터빈의 회전과는 다르게 자유회전을 한다.
프로펠러는 지름이 크므로 회전 속도가 일정한 수준에 이르면 날개 끝이 초음속에 이를 수 있기 때문에 터보프롭 엔진은 감속기어를 갖고 있다. 헬기의 동력기관으로 사용되는 터보샤프트도 감속기어를 사용하지만 터보샤프트는 감속기어가 본체와 별도이지만 터보프롭은 감속기어가 본체의 일부로 내장된 것이 다르다.
프로펠러를 장착한 비행기는 시속 700km의 비행에서 효율이 좋다. 때문에 고속을 필요로 하지 않는 항공기는 프로펠러를 장착하는데,  출력과 중량에서 유리한 터보프롭이,  가격면에서 유리한 피스톤 엔진보다 더 많이 쓰이게 된다. 하지만 비행 속도가 초음속에 이르게 되면 프로펠러기의 효율은 제트 엔진에 비하여 떨어지게 된다.

## 역사
세계 최초의 터보프롭 엔진은 헝가리의 공학자 죄르지 옌드라식(György Jendrassik)이 설계한 'Jendrassik Cs-1'이다. 이것은 Varga XG/XH 정찰 폭격기에 쌍발로 장착되어 1939-1942년간 잠시 운용되었으나 안정성이 떨어져 상용되지 못했다.
영국에서는 롤스로이스 plc가 Derwent II 엔진에 감속기어와 2.4m 5엽 프로펠러를 장착한 RB.50 트렌트(Trent)를 개발하여 글로스터 미티어 EE227 에 쌍발로 탑재하였는데 이것이 아마도 터보프롭 항공기로는 안정적인 최초의 비행기일 것이다. 이후 롤스로이스사는 이 경혐을 바탕으로 Dart를 개발하였고 이 모델로 50년 넘게 생산하게 된다.
터보프롭엔진 중에서 가장 유명한 것은 Pratt & Whitney Canada의 PT6이다. 

## 개발
현재 유럽 컨소시엄은 군용 수송기 에어버스 A400M에 답재할 11000마력의 TP400-D6를 개발하고 있다. 이 엔진은 모든 부품이 동축선상에 배치되고 2개의 샤프트와 자유회전 터빈이 별도의 세 번째 샤프트에 연결된 구조를 갖고있다.
이노딘(Innodyn)사는 255마력 터보프롭 엔진을 소형항공기용으로 개발하는데 항공기 터보프롭 엔진으로는 가장 저렴한 판매를 기획하고 있다.

## 한국의 터보프롭기
한성항공이 먼저 ATR 72-200기종을 보유 했고, 다음에 제주항공이 Q400기 4대를 운항했으나 현재는 퇴역을 했으며,  지금은 하이에어가 ATR 72-500기를 도입하여 운영하고있다.

## 같이 보기
- 가스 터빈
- 터보젯
- 터보샤프트
- 제트 엔진
- 슈퍼차저
- 터보차저